# Sacha Prechal
Alexandra (Sacha) Prechal (Praag, 15 maart 1959) is een Nederlands rechtsgeleerde. Van 2010 tot 2024 was zij rechter in het Hof van Justitie van de Europese Unie. Daarnaast is zij hoogleraar Europees recht in Utrecht.

## Levensloop
Sacha Prechal groeide op in Tsjecho-Slowakije. Kort na de Praagse Lente kwam ze naar Nederland. Ze volgde het Stedelijk Gymnasium in Leeuwarden, waarna ze aan de  Rijksuniversiteit Groningen rechten ging studeren. Tijdens haar studie raakte ze geboeid door het recht van de Europese Gemeenschap. In 1983 behaalde ze haar doctoraal.
Na haar studie in Groningen vertrok ze naar Maastricht waar ze universitair docent Europees recht werd. In 1987 kreeg ze de kans om als jurist te werken bij het Hof in Luxemburg. Na vier jaar vertrok ze naar de Universiteit van Amsterdam waar ze in 1995 cum laude bij Richard Lauwaars promoveerde op een proefschrift over de werking van richtlijnen in het gemeenschapsrecht. Kort na haar promotie werd ze hoogleraar Europees recht aan de Universiteit Tilburg. In 2003 verruilde ze Tilburg voor Utrecht. In 2010 volgde haar benoeming tot rechter in het Europees Hof van Justitie als opvolger van Christiaan Timmermans. Ze werd herbenoemd in 2012 en 2018. Na het aflopen van haar tweede volle termijn in 2024 trad ze terug als rechter in het Hof van Justitie; ze werd opgevolgd door Ben Smulders.
Prechal was getrouwd met Alex Brenninkmeijer, lid van de Europese Rekenkamer en voormalig Nationale ombudsman, tot diens overlijden in april 2022.

## Waardering
Prechal is sinds 2008 lid van de Koninklijke Nederlandse Akademie van Wetenschappen. In 2013 kreeg zij een eredoctoraat van de Universiteit Tilburg.